# Делеговане законодавство у Великій Британії
Делеговане законодавство Англії — це підзаконні відомчі нормативні акти, прийняті відповідно до встановленого порядку й у межах повноважень, делегованих законодавцем певним органам.
Через складність сучасного управління парламент нерідко мусить делегувати деякі зі своїх законотворчих повноважень іншим органам. Таке законодавство називається делегованим. Воно має силу актів парламенту, але, на відміну від актів парламенту, чинність делегованого законодавства може заперечуватися в судах. Це відбувається або на тій підставі, що особа, якій було делеговано повноваження, перевищила певне повноваження, надане їй парламентом, або, як альтернатива, що була порушена процедура введення в дію делегованого законодавства.
На відміну від романо-германського типу правової системи, де існує підзаконна нормотворчість виконавчих органів влади, в Англії вона споконвічна відсутня. Не було актів, які видавалися б «у виконання законів». Традиційним є «делеговане законодавство» — делегування парламентом своїх повноважень щодо прийняття нормативно-правових актів королеві, уряду, міністерствам, особливо в таких сферах, як охорона здоров'я, соціальне страхування, приватне судочинство. «Наказ у Раді», який видається урядом від імені королеви і Таємної ради, є найвищою формою делегованого законодавства. Оскільки парламент передає частину своїх законотворчих функцій відповідному органу, юридична чинність такого роду актів прирівнюється до закону. Вони підлягають виконанню всіма громадянами. Проте суд має широкі можливості розсуду щодо законів. Делеговане законодавство і прості виконавчі акти можуть бути офіційно їм скасовані.На місцях існує так звана автономна правотворчість — акти місцевих органів влади, деяких установ і організацій: англіканської церкви, профспілок, різних компаній — залізничних, будівельних, транспортних, газових, юридичного товариства тощо. Вони є локальними, оскільки поширюються на відповідну територію або обов'язкові лише для членів організації, в якій прийняті. Такі акти наближаються до актів правозастосовних органів і є підзаконними.

## Типи делегованого законодавства

### Інструкції,наказичиправила
Рішення про те, чи надавати акту делегованого законодавства форми інструкції, наказу чи правила (або він може називатися по-іншому) є дещо довільним, оскільки виразної різниці між ними практично немає. Нині делеговане законодавство має переважно форму інструкцій. Нормативний акт кожного з цих трьох видів, хоч як би він називався, створюється як акт делегованого законодавства, ухвалений у межах повноважень, які міститься в акті парламенту.
Дедалі поширенішою стає практика, коли акт парламенту визначає загальний принцип (хоч і не настільки загальний як кодекс у цивільному праві), залишаючи можливість розробляти деталі згодом у формі інструкцій. Процедура, що визначає, як це необхідно робити, окреслюється у відповідному акті. Як правило, це дає можливість державному міністру видавати інструкцію (часто, але не завжди, після консультацій із зацікавленими сторонами). Крім того, інструкції, видані відповідно до акта делегованого законодавства, є дійовим засобом забезпечення механізму приведення у відповідність до сучасного стану грошових сум з урахуванням інфляції без необхідності раз у раз видавати нові акти парламенту.
Приклад
Стаття 75 Закону про захист зайнятості 1978 р. (консолідуючого) встановлює максимальний поріг компенсації за несправедливе звільнення і передбачає, що державний секретар може підвищити цей поріг, видавши відповідний наказ (через акт делегованого законодавства).

### Підзаконні акти
Більшість підзаконних актів видається місцевими органами влади, хоч певні державні підприємства також уповноважені їх видавати. Право видавати підзаконні акти має бути закріплене законодавчо. Майже в усіх випадках їх повинен схвалити відповідний міністр уряду.

### Урядовий декрет
Окремі повноваження передаються конституційнім актом або парламентом через закон від імені королеви, яка діє за порадою Таємної ради. На практиці ці повноваження реалізуються Кабінетом (всі члени якого є також членами Таємної ради) або окремими його членами. Коли на підставі цих повноважень видається декрет, він набирає форми акта делегованого законодавства.

## Переваги та недоліки делегованого законодавства
Переваги делегованого законодавства полягають у тому, що його практика дозволяє Парламенту заощаджувати час для вирішення більш масштабних і дискусійних політичних питань. Крім того, завдяки делегованому законодавству міністерства можуть оперативніше реагувати на ситуації, що вимагають невідкладного втручання. Делеговане законодавство забезпечує також більшу гнучкість: прийняті в межах делегованого законодавства правила й інструкції час від часу можуть доповнюватися або змінюватися без прийняття відповідного акта Парламентом. 
Разом з тим делеговане законодавство має недоліки. Головним з них є те, що воно виводить частину законотворчого процесу за межі прямого контролю демократично обраних представників народу і передає її в руки чиновників уряду.

## Контроль делегованого законодавства вангло-американській правовій сім'ї
Контроль делегованого законодавства здійснюється в парламентській, судовій та адміністративній формах.
- Парламентський контроль може здійснюватися у формі попереднього та наступного контролю. Так, деякі документи повинні подаватися у спеціальні комітети Парламенту у вигляді проекту, а деякі — вже на стадії, коли вони набули законної сили. Парламент може ухвалити рішення про скасування такого акта. Інші статутні документи повинні бути затверджені однією з палат Парламенту або знайти підтримку обох палат протягом 40 днів (якщо цього не відбувається, акт втрачає чинність).

Крім того, є Об'єднаний комітет Палати громад і Палати лордів. До його функцій належить розгляд статутних документів і визначення того, які з них і на яких підставах повинні бути подані Парламенту. Наприклад, це може бути не достатньо зрозуміла редакція тексту статутного документа, запровадження непередбаченого податку тощо.
- Судовий контроль, на відміну від парламентського, не має постійного характеру. Суд здійснює його тільки тоді, коли під час судового розгляду зустрічається з делегованим актом. Якщо буде встановлено, що міністр, департамент уряду або орган місцевого самоврядування своїм рішенням або прийнятим актом перевищують належні їм делеговані повноваження, суд має право визнати цей акт таким, що виданий з перевищенням їхніх повноважень (ultra vires) і не має юридичної сили. Крім того, суд може, не вимагаючи скасування акта, просто його ігнорувати і відмовлятися застосовувати у справах, що розглядаються. З часом таке правило стає мертвою літерою.

- Адміністративний контроль за актами делегованого законодавства здійснюється адміністративними органами (передусім міністерствами і центральними відомствами щодо актів органів місцевого управління).